# Alexa Efraimson
Alexa Efraimson (ur. 20 lutego 1997) – amerykańska lekkoatletka specjalizująca się w biegach średnich. 
Podczas mistrzostw świata juniorów młodszych w 2013 zdobyła brązowy medal w biegu na 1500 metrów. Rok później zajęła 6. miejsce na juniorskich mistrzostwach świata w Eugene.
Rekordy życiowe: bieg na 800 metrów – 2:00,95 (11 czerwca 2017, Portland); bieg na 1500 metrów  – 4:03,39 (30 maja 2015, Eugene).

## Osiągnięcia
| Rok  | Impreza                               | Miejsce   | Konkurencja         | Pozycja    | Wynik   |
| ---- | ------------------------------------- | --------- | ------------------- | ---------- | ------- |
| 2013 | Mistrzostwa świata juniorów młodszych | Donieck   | bieg na 1500 metrów | 3. miejsce | 4:16,07 |
| 2014 | Mistrzostwa świata juniorów           | Eugene    | bieg na 1500 metrów | 6. miejsce | 4:13,31 |
| 2016 | Mistrzostwa świata juniorów           | Bydgoszcz | bieg na 1500 metrów | 5. miejsce | 4:10,23 |
| 2019 | Igrzyska panamerykańskie              | Lima      | bieg na 1500 metrów | 3. miejsce | 4:08,63 |